# マルクトル・アム・イン
マルクトル・アム・イン（Marktl am Inn）またはマルクトルは、ドイツ連邦共和国のバイエルン州、オーストリア国境近くに位置する自治体。その名称は「イン川沿いの小さな市場」を表す。2005年4月19日にヨハネ・パウロ2世の跡を継いだ、前ローマ教皇のベネディクト16世の出生地である。

## 姉妹都市
- ヴァドヴィツェ、ポーランド
- Gönnheim、ドイツ
- ソット・イル・モンテ・ジョヴァンニ・ヴェンティトレージモ、イタリア

## ゆかりのある人物
- ベネディクト16世 : 第265代ローマ教皇

## 外部リンク

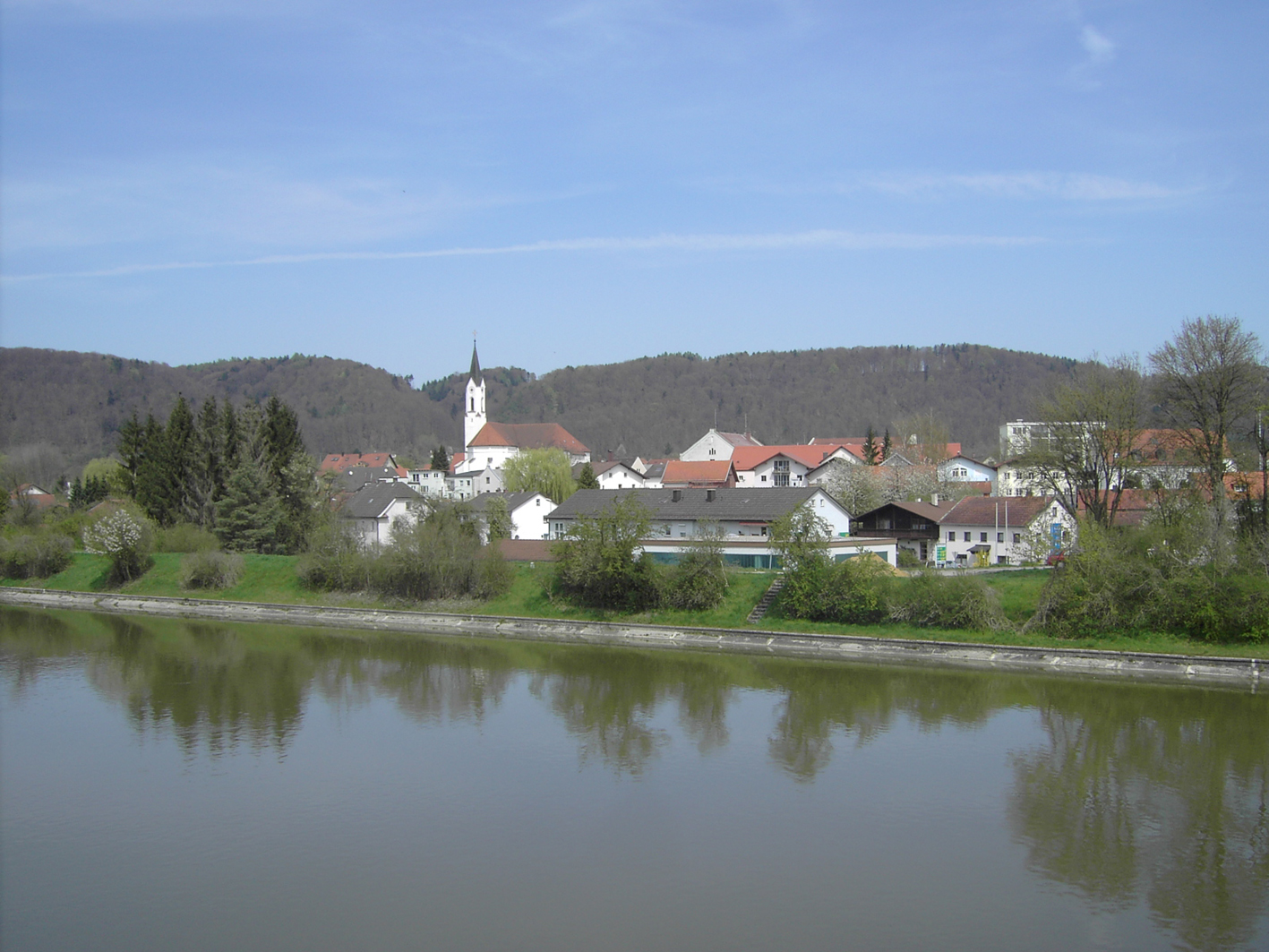
街の風景

## 引用
1. ↑  https://www.statistikdaten.bayern.de/genesis/online?operation=result&code=12411-003r&leerzeilen=false&language=de Genesis-Online-Datenbank des Bayerischen Landesamtes für Statistik Tabelle 12411-003r Fortschreibung des Bevölkerungsstandes: Gemeinden, Stichtag (Einwohnerzahlen auf Grundlage des Zensus 2011)